# Gervaise
Gervaise är en fransk-italiensk dramafilm från 1956 i regi av René Clément.
Filmen baseras på Émile Zolas roman L'Assommoir.

## Utmärkelser
Filmen vann BAFTA Award för bästa film 1957.

## Rollista i urval
- Maria Schell - Gervaise Coupeau
- François Périer - Coupeau
- Suzy Delair - Virginie Poisson
- Mathilde Casadessus - Mme. Boche
- Armand Mestral - Lantier
- Jacques Harden - Goujet
- Ariane Lancell - Adèle
- Jacques Hilling - M. Boche
- Jany Holt - Mme. Lorilleux
- Florelle - Maman Coupeau
- Rachel Devirys Mme. Fauconnier